# Futebol nos Jogos Mundiais Militares de 2011 - Feminino
O torneio feminino de futebol nos Jogos Mundiais Militares de 2011 foi disputado entre 16 e 24 de julho. As partidas foram realizadas em quatro estádios, todos localizados na cidade do Rio de Janeiro, com exceção do Estádio Giulite Coutinho, localizado na cidade de Mesquita.
Seis equipes se inscreveram no evento, sendo divididos em dois grupos de três equipes cada na primeira fase. Os confrontos da segunda e terceira rodadas foram condicionados aos resultados da primeira. As duas melhores equipes de cada grupo avançaram para as semifinais. Os vencedores das semifinais disputaram a medalha de ouro, enquanto que os perdedores disputaram a medalha de bronze.

## Medalhistas
|  | BRA Brasil |  | GER Alemanha |  | NED Países Baixos |
|  | Ana Freitas Maycon Bárbara Ferreira Carla Oliveira Cecília Silva Daniele dos Santos Danielle Silva Gisiane Figueiredo Kátia Cilene Luana Liberato Maria Alves Maria Mariano Melissa Sodré Michele Reis Rebeca Oliveira Roberta Lima Tânia Maranhão Tatiane da Silva Thessa de Paula Vanessa Cataneo |  | Barbara Legrand Carolin Schwartze Chadia Freyhat Christina Sodar Dorr Conny Pohlers Corinna Sartorius Corinne-Yvone Holtgraeve Jasmin Hommel Jasmin Liebl Jasmin Wollmisterdt Jennifer Holtgraeve Jenny Napieraj Kerstin Stegemann Lisa Weiss Maren Toerne Marie Fuhr Nina Bornkessel Nina Mittrop Stephanie Borold Vanessa Skradde |  | Anne Bih Daisy Jansen Daisy von Werenbeen Daphne Smit Jessica Torny Jesue Karl Judith Kuipers Kim Dyhstra Kim van Zent Leoni Tromp Loes Oostrom Maartje Hommeles Nathalie Donhersloot Petra Dugardein Rebecca Tousalwa Salma de Koh Sure Scheerdek Wendy van de Wiel |

## Países Participantes
Um total de 6 equipes se inscreveram para a disputa do torneio:
- Alemanha
- Brasil
- Canadá
- Estados Unidos
- França
- Países Baixos

## Primeira Fase

### Grupo A
| Equipe | Pts | J | V | E | D | GP | GC | SG  |
| ------ | --- | - | - | - | - | -- | -- | --- |
| Brasil | 6   | 2 | 2 | 0 | 0 | 14 | 1  | +13 |
| França | 3   | 2 | 1 | 0 | 1 | 6  | 5  | +1  |
| Canadá | 0   | 2 | 0 | 0 | 2 | 1  | 15 | -14 |

Todas as partidas seguem o fuso horário de Brasília (UTC-3).
| 16 de julho de 2011 | Brasil                                                     | 4 - 1     | França             | Estádio São Januário, Rio de Janeiro |
| 10:00               | Kátia Cilene 4' 78' · Michele Reis 24' · Melissa Sodré 26' | Relatório | Cynthia Guehou 85' | Árbitro: USA Margaret Domka          |

| 18 de julho de 2011 | Canadá              | 1 - 5     | França                                                                     | Centro de Instrução Almirante Graça Aranha, Rio de Janeiro |
| 10:00               | Sharon Cummings 58' | Relatório | Dolores Silvestri 1' 7' 44' · Carole Grajon 63' · Katia Degrande 81' (pen) | Árbitro: USA Margaret Domka                                |

| 20 de julho de 2011 | Brasil | 10 - 0    | Canadá | Escola de Educação Física do Exército, Rio de Janeiro |
| 10:00               | Kátia Cilene 2' 17' 22' 44' · Cecília Silva 4' · Rebeca Oliveira 43' 75' · Michele Reis 53' · Maria Mariano 65' · Daniele dos Santos 85' | Relatório |        | Árbitro: USA Margaret Domka                           |

### Grupo B
| Equipe         | Pts | J | V | E | D | GP | GC | SG |
| -------------- | --- | - | - | - | - | -- | -- | -- |
| Alemanha       | 3   | 2 | 1 | 0 | 1 | 6  | 5  | +1 |
| Países Baixos  | 3   | 2 | 1 | 0 | 1 | 3  | 3  | 0  |
| Estados Unidos | 3   | 2 | 1 | 0 | 1 | 3  | 4  | -1 |

Todas as partidas seguem o fuso horário de Brasília (UTC-3).
| 16 de julho de 2011 | Alemanha                     | 2 - 3     | Países Baixos                                     | Centro de Instrução Almirante Graça Aranha, Rio de Janeiro |
| 10:00               | Vanessa Skradde 6' 41' (pen) | Relatório | Leoni Tromp 13' · Salma de Koh 27' · Anne Bih 29' | Árbitro: BRA Simone Silva                                  |

| 18 de julho de 2011 | Estados Unidos                             | 2 - 4     | Alemanha                                            | Centro de Instrução Almirante Graça Aranha, Rio de Janeiro |
| 14:00               | Cianna Weilke 29' · Brittney Perkowski 67' | Relatório | Nina Bornkessel 25' · Conny Pohlers 40', 45+1', 53' | Árbitro: SUR Deborah Zebeda                                |

| 20 de julho de 2011 | Países Baixos | 0 - 1     | Estados Unidos    | Escola de Educação Física do Exército, Rio de Janeiro |
| 14:00               |               | Relatório | Wendy Emminger 2' | Árbitro: FRA Severine Craipeau                        |

## Fase final
|  | Semifinais                   | Semifinais                   |   |                              | Final                        | Final |  |
|  |                              |                              |   |                              |                              |       |  |
|  | 22 de julho - Mesquita       |                              |   |                              |                              |       |  |
|  | Brasil                       | 5                            |   |                              |                              |       |  |
|  | Países Baixos                | 0                            |   |                              |                              |       |  |
|  |                              |                              |   |                              |                              |       |  |
|  |                              |                              |   |                              | 24 de julho - Rio de Janeiro |       |  |
|  |                              |                              |   |                              | Brasil                       | 5     |  |
|  |                              | Alemanha                     | 0 |                              |                              |       |  |
|  |                              |                              |   |                              |                              |       |  |
|  |                              |                              |   |                              |                              |       |  |
|  |                              |                              |   |                              | Terceiro lugar               |       |  |
|  | 22 de julho - Rio de Janeiro | 22 de julho - Rio de Janeiro |   | 24 de julho - Rio de Janeiro | 24 de julho - Rio de Janeiro |       |  |
|  | Alemanha                     | 4                            |   | Países Baixos                | 2                            |       |  |
|  | França                       | 1                            |   |                              | França                       | 0     |  |

### Semifinais
| 22 de julho de 2011 | Brasil                                                             | 5 – 0     | Países Baixos | Estádio Giulite Coutinho, Mesquita |
| 10:00               | Kátia Cilene 21' 48' (pen) 64' · Maycon 61' · Bárbara Ferreira 86' | Relatório |               | Árbitro: SUR Deborah Zebeda        |

| 22 de julho de 2011 | Alemanha                                          | 4 – 1     | França             | Centro de Instrução Almirante Graça Aranha, Rio de Janeiro |
| 10:00               | Vanessa Skradde 27' · Conny Pohlers 60' 90' 90+2' | Relatório | Elodie Lizzano 36' | Árbitro: USA Margaret Domka                                |

### Disputa pelo 5º lugar
| 22 de julho de 2011 | Estados Unidos                                                                  | 4 – 1     | Canadá                 | Universidade da Força Aérea, Rio de Janeiro |
| 14:00               | Amy Zwiers 19' · Kristen Wolverton 39' · Wendy Emminger 59' · Rachael Emory 84' | Relatório | Andrea Perry 79' (pen) | Árbitro: BRA Simone Silva                   |

### Disputa pelo bronze
| 24 de julho de 2011 | Países Baixos         | 2 – 0     | França | Estádio São Januário, Rio de Janeiro |
| 09:00               | Jessica Torny 15' 88' | Relatório |        | Árbitro: GER Patrick Schult          |

### Disputa pelo ouro
| 24 de julho de 2011 | Brasil                                                                         | 5 – 0     | Alemanha | Estádio São Januário, Rio de Janeiro |
| 11:00               | Kátia Cilene 23' 24' · Daniele dos Santos 73' (pen) 90' · Barbara Ferreira 87' | Relatório |          | Árbitro: FRA Severine Craipeau       |

## Classificação final
| Pos.              | País           |
| ----------------- | -------------- |
| Medalha de ouro   | Brasil         |
| Medalha de prata  | Alemanha       |
| Medalha de bronze | Países Baixos  |
| 4                 | França         |
| 5                 | Estados Unidos |
| 6                 | Canadá         |

## Artilharia
| 11 gols (1) - BRA Kátia Cilene 6 gols (1) - GER Conny Pohlers 3 gols (3) - BRA Daniele dos Santos - GER Vanessa Skradde - FRA Dolores Silvestri 2 gols (5) - BRA Rebeca Oliveira - BRA Michele Reis - BRA Barbara Ferreira - USA Wendy Emminger - NED Jessica Torny 1 gol (19) - GER Nina Mittrop - BRA Melissa Sodré - BRA Cecília Silva - BRA Maria Mariano | 1 gol (continuação) - BRA Maycon - CAN Sharon Cummings - CAN Andrea Perry - USA Amy Zwiers - USA Kristen Wolverton - USA Rachael Emory - USA Brittney Perkowski - USA Cianna Weilke - FRA Carole Grajon - FRA Cynthia Guehou - FRA Katia Degrande - FRA Elodie Lizzano - NED Anne Bih - NED Leoni Tromp - NED Salma de Koh |